# Золтан Кухарський
Золтан Кухарський (угор. Zoltán Kuhárszky; нар. 8 липня 1959) — колишній угорський тенісист.
Здобув 2 парні титули.
Завершив кар'єру 1985 року.

## Фінали за кар'єру

### Парний розряд (2 won, 3 lost)
| Результат | W/L | Дата     | Турнір                  | Покриття | Партнер          | Суперник                        | Рахунок  |
| --------- | --- | -------- | ----------------------- | -------- | ---------------- | ------------------------------- | -------- |
| Перемога  | 1–0 | Лют 1982 | Буенос-Айрес, Аргентина | Ґрунт    | Ганс Кері        | Анхель Хіменес Мануель Орантес  | 7–5, 6–2 |
| Поразка   | 1–1 | Тра 1983 | Мадрид, Іспанія         | Ґрунт    | Маркус Ґюнтгардт | Гайнц Ґюнтгардт Павел Сложил    | 3–6, 3–6 |
| Поразка   | 1–2 | Чер 1983 | Венеція, Італія         | Ґрунт    | Стів Крулевітс   | Франсіско Гонсалес Віктор Печчі | 1–6, 2–6 |
| Поразка   | 1–3 | Лип 1983 | Кіцбюель, Австрія       | Ґрунт    | Колін Даудесвелл | Войцех Фібак Павел Сложил       | 5–7, 2–6 |
| Перемога  | 2–3 | Жов 1983 | Тель-Авів, Ізраїль      | Тверде   | Колін Даудесвелл | Петер Ельтер Петер Фейгль       | 6–4, 7–5 |